# Femina Kickers Worb
Femina Kickers Worb ist ein Frauen-Fussballverein aus der Schweiz. Das erste Team spielt, wie auch die 2. Mannschaft, in der 4. Spielklasse des Schweizer Frauenfussballs, der 2. Liga.

## Geschichte
Der Verein Femina Kickers Worb wurde 2006 gegründet. Bereits 1991 wurde eine Frauensektion im SC Worb gegründet. 2005 gelang der Aufstieg in die Nationalliga B. Der Verein hat über 200 aktive Mitglieder (Spielerinnen) und für die Saison 2007/08 wurden 12 Teams gemeldet. In der Saison 2008/09 stieg die 1. Mannschaft vorübergehend die 1. Liga ab, bis sie in der Saison 2012/13 wieder aufstieg.
Der grösste Erfolg in der Vereinsgeschichte gelang der ersten Mannschaft im Frühjahr 2017. Zum ersten Mal qualifizierten sie sich für die Aufstiegsspiele zur NLA.